# Pink and White Terraces
Les Pink and White Terraces - littéralement « terrasses roses et blanches » - en maori Otukapuarangi (« fontaine du ciel nuageux ») et Te Tarata furent une merveille naturelle néo-zélandaise jusqu'à leur destruction par une éruption volcanique en 1886.

## Formation
Dans un processus similaire à celui qui a créé et agrandi encore aujourd'hui les terrasses de Pamukkale en Turquie, des sources géothermales ont créé deux très larges zones de succession de terrasses, constituant un pittoresque paysage de cascades de pierre sur la pente d'une colline.
Le processus de déposition minérale graduelle donnant naissance à de telles terrasse est lié au refroidissement progressif, à l'air libre, d'eaux chaudes et sursaturées en minéraux dissous. Mais à la différence de Pamukkale, où les dépôts sont constitués d'un tuf calcaire ou travertin (un précipité de carbonate de calcium), les Pink and White Terraces étaient faites de tuf de silice. Elles étaient considérées par les géologues de l'époque comme le plus important dépôt de ce type au monde.
Les terrasses dites « blanches » étaient les plus grandes et considérées comme plus belles que les terrasses « roses », où on pouvait nager.

## Histoire
Ces terrasses sur les rives du lac Rotomahana près de Rotorua furent considérées par certains comme la huitième merveille du monde et furent l'attraction touristique principale du pays, visitée par des touristes européens dans les années 1880, quand la Nouvelle-Zélande était encore largement inaccessible.
Le mont Tarawera, à cinq kilomètres au nord, explose à 3 heures du matin le 10 juin 1886, crachant de la boue chaude, des rochers extrêmement chauds et d'immenses nuages de cendre noire. L'éruption cause la mort de153 personnes et ensevelit le village de Te Wairoa. Le lac Rotomahana et plusieurs autres des environs furent substantiellement altérés en forme et en étendue. 
À la suite de l'explosion, la trace de l'emplacement exact du site a été perdue. Certains scientifiques pensent que les terrasses ont été détruites.

## Redécouverte
Depuis 2011, des recherches ont été entreprises pour retrouver la trace des terrasses.
La presse fait état, en juin 2017, de chercheurs qui auraient localisé ces terrasses sur la rive du lac Rotomahana, ensevelies à une dizaine de mètres sous de la boue et des cendres. Les deux auteurs, Rex Bunn et Sascha Nolden, ont décrit leur travail dans le Journal of the Royal Society of New Zealand, publié le 7 juin 2017. Mais leurs conclusions sont contestées par d'autres scientifiques.

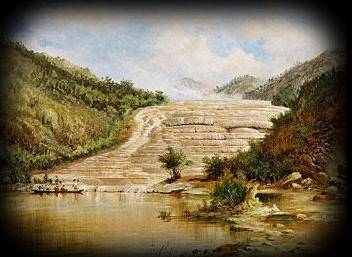
Peinture des Pink Terraces en 1884.